# トリトリアコンタン
トリトリアコンタン (tritriacontane) は炭化水素の一種で、炭素原子が33個連なった直鎖アルカンである。分子式は C33H68。融点は70℃～72℃。なお構造異性体の種類は72214088660。